# Liste von Schiffen und Booten der Luftwaffe von 1935 bis 1945
In der Liste von Schiffen und Booten der Luftwaffe sind See- und Hafenfahrzeuge eingetragen, die in der Zeit von 1935 bis 1945 der Luftwaffe unterstanden. Weit über 1000 Wasserfahrzeuge waren in der Zeit von 1935 bis 1945 im Dienst der Luftwaffe, die weitaus meisten davon in Häfen, in der Nähe von Fliegerbasen und in Küstennähe.
Die Luftwaffe war bei der Bezeichnung ihrer Schiffe gelegentlich erfinderisch, nicht nur um deren Zwecke anzuzeigen (oder auch zu verschleiern), sondern auch, um sie von ähnlichen Schiffen der Kriegsmarine zu unterscheiden.

## Flugsicherungsschiffe

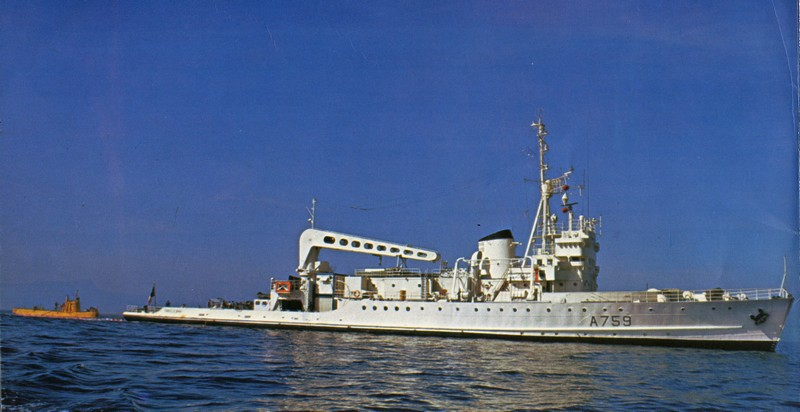
Die Greif nach dem Krieg als frz. Marcel Le Bihan

- Bernhard von Tschirschky (ex Krischan III) – Flugsicherungsschiff K III
- Boelcke
- Greif – Bergungsschiff BS II
- Gunther Plüschow (ex Krischan II) – Flugsicherungsschiff K II
- Hans Albrecht Wedel
- Hans Rolshoven – Flugsicherungsschiff K IV
- Hermann Köhl (nicht mehr fertiggestellt)
- Immelmann
- Karl Meyer
- Krischan (ex Krischan I) – Flugsicherungsschiff K I
- Max Stinsky
- Phoenix – Bergungsschiff BS I
- Richthofen

## Hilfsflugsicherungsschiffe
- Altair
- Brandenburg
- Drache
- Frida
- Kranich, ex Minensuchboot M 77
- Obra
- Orion
- Prinz Homburg
- Ursula
- Victoria
- Wal 10
- Wal 11

## Katapult-undSchleuderschiffe

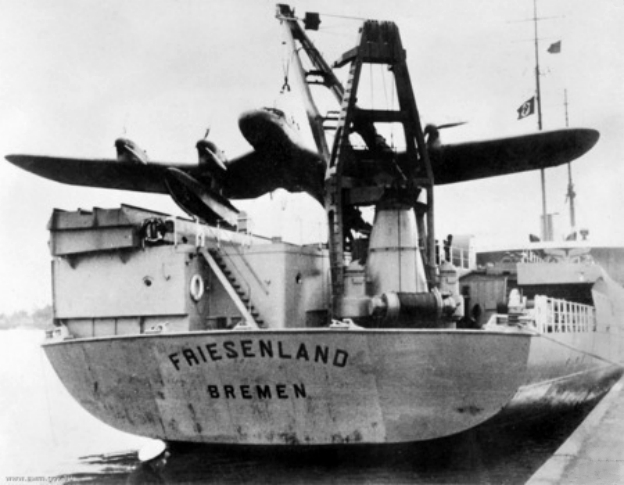
Die Friesenland mit einem HA139 Seeflugzeug

- Bussard
- Falke
- Friesenland
- Ostmark
- Schwabenland
- Sperber
- Westfalen

## Transporter
- Alma
- Bukarest („Luftparkschiff“)
- Elbing
- Marie-Luise
- Pinguin
- Quo Vadis
- Uwe-Ursula (Drei-Mast-Schoner mit Motor)

## Tanker
- Adolf (Küstentanker)
- Anna (Seetankschiff)
- Alfred (Küstentanker)
- August (Küstentanker)
- Berta (Seetankschiff)
- Clara (Seetankschiff)
- Dora (Seetankschiff)
- Else (Seetankschiff)
- Ernst (Binnentankkahn)
- Fanto I (Hafentanker)
- Fanto II (Hafentanker)
- Fanto III (Hafentanker)
- Fanto VII (Hafentanker)
- Fanto XVIII (Küstentanksegler)
- Franz (Binnentankkahn)
- Frieda (Seetankschiff)
- Fritz (Küstentankkahn)
- Georg (Küstentanker)
- Grete (Seetankschiff)
- Hans (Binnentankkahn)
- Hilde, ex Hanna (Seetankschiff)
- Karl (Binnentankkahn)
- Kurt (Binnentankkahn)
- Max (Küstentankkahn)
- Mittelmeer (Tanker)
- Moritz (Binnentankkahn)
- Otto Kamm III (Bunkerboot)
- Otto Kamm IV (Bunkerboot)
- Paul (Binnentankkahn)
- Paul Harneit (Tanker)
- Peter (Binnentankkahn)
- Poseidon (Seetankschiff) (Fertiggestellt für die UdSSR als Ararat)
- Weser (Tankleichter)

## Flakträger
- Krischan der Große

## Nebelträger
- Adolf IV
- Anna Meta
- Elbtunnel
- Elisabeth
- E.R.
- FREE 7
- CAMST 24
- Friedel
- GRÖ 11
- Grützmann
- Helene
- LEBA 22
- Margaretha
- Minna
- PIL 28 = Möwe
- Rambow V
- Rotily
- Schwentine
- Seydlitz
- Sojablume
- Suhr & Cons
- Suhr & Cons 2
- Zukunft
- ZZ 4 = Op Goods Vertrouwen

## Flugbetriebsboote
- Fl. A 101 (Schnelles Stationsboot)
- Fl. B 301
- Fl. B 405
- Fl. B 441
- Fl. B 515
- Fl. B 603
- Fl. B 5011
- Fl. B 5051
- Fl. B 5501
- Fl. B 5512
- Fl. C 153
- Fl. C 301 (Größeres Schlepp- und Transportboot)
- Fl. C 302 (Größeres Schlepp- und Transportboot)
- Fl. C 372
- Fl. C 801
- Fl. C 3002
- Fl. C 3064
- Fl. C 3087
- Fl. C 3122
- Fl. C 3149
- Fl. Ch 11 (Chefboot)
- Fl. D 211
- Fl. E 115
- Mars = Fl. F 10
- Fl. F 301 (Fertigstellung des Bootes für die französische Marine)
- Fl. S 11 (Sicherheitsboot)

## Seenotfahrzeuge
- KRB 201 = Hindenburg (Großmotorrettungsboot)
- KRD 402 = Carl Laeisz
- KRD 418 = Bremen
- KRD 431 = Vegesack[1]
- KRD 434 = Lotsenkommandeur Leppert[1]
- KRD 435 = John Köster[1]
- KRD 436 = Johannes Mees[1]
- KRD 438 = Geheimrat Ladisch[1]

## Seefahrzeuge für die Ausbildung mit Torpedos
- Fl. T 11 (Torpedofangboot)
- Fl. T 12 (Torpedofangboot)
- Fl. T 21 (Torpedofangboot)
- FL. T 316 (Torpedofangboot)
- Fl. T 402 (Torpedofangboot)
- Albatros (Taucherschiff)
- Delphin (Torpedotransportschiff)
- Eisvogel (Taucherschiff)
- Ente (Taucherschiff)
- Spongia (Taucherausbildungsschiff)

## Flugmeldeboote
- Kehrewieder = NOR 8
- Nordsee = FRI 128

## Schlepper
- Atlas
- Bruno Dreyer
- Margarethe I
- Margarethe IV

## Luftschutzboote
- Alardus
- Jenisch
- Marius
- Kehrwieder (Feuerlöschboot)

## Verkehrsfahrzeuge
- Jollenführer 11
- Jollenführer 13
- Hans Sachs
- Marken
- Seemöwe

## Navigationsschulschiffe
- Dornbusch
- Netze

## Segelschulschiffe
- Alk
- Duhnen

## Bergungsprähme
- BP 11
- BP 12
- BP 21
- BP 31
- BP 32
- BP 41

## Wohn- und Kasernenschiffe
- Black Prince
- Eberstein
- Karen
- Monte Rosa
- Planet
- Ryfylke
- Salvadora
- Sofia

## Schwimmbagger
- Fu-Shing (Hopper-Saugbagger)
- Ministerialdirigent Eckhardt (Hopper-Saugbagger)
- Heinrich (Saug- und Spülbagger)
- Lübesand (Eimerkettenbagger)